# Phoenicircus
Phoenicircus là một chi chim trong họ Cotingidae.